# Инвалидный туризм
Инвалидный туризм — вид рекреационного туризма, рассчитанного на инвалидов и людей с ограниченными физическими возможностями.
Инвалидный туризм в СССР начал формироваться в начале 1970-х гг. в рамках всесоюзных инвалидных организаций слепых (ВОС) и глухих (ВОГ). Главной формой мероприятий в этих обществах были соревнования 1-го класса и походы выходного дня.
В конце 1980-х годов было создано Всесоюзное общество инвалидов, которое с распадом Союза переоформилось во Всероссийское общество инвалидов (ВОИ). ВОИ способствовало развитию туризма среди инвалидов. Информация о различных видах инвалидного туризма публикуется в журнале «Вестник благотворительности», в газете «Русский инвалид», существуют веб-сайты, где туристские клубы и региональные организации инвалидов публикуют календарь своих мероприятий.
Туризм для инвалидов — понятие довольно обширное, сочетающее в себе разные виды туризма. Инвалидный туризм включает наличие специальных удобств, созданных для инвалидов на пляжах, в отелях и транспорте- особенно важны для инвалидов-колясочников- отдыхать, ездить на экскурсии, наравне со здоровыми людьми.
Детский инвалидный туризм можно рассматривать в отдельной рубрике. Для детей-инвалидов созданы летние лагеря отдыха с специальные программы для детей с нарушениями зрения, слуха и речи, функций опорно-двигательной системы, а также детей, страдающих сахарным диабетом. Нередко в начале осматривает врач и составляет для него индивидуальную программу оздоровления. Есть также очень много новых методик реабилитации детской инвалидности. Например, в Севастополе применяют специальный метод лечения детей, больных аутизмом — дельфинотерапию.